# Bassania salmonea
Bassania salmonea là một loài bướm đêm trong họ Geometridae.